# Saison 1 de Love, Victor
Chronologie
Saison 2
Cet article présente le guide des épisodes de la première saison de la série télévisée américaine Love, Victor.

## Synopsis
Victor est un nouvel étudiant au lycée Creekwood dans la banlieue d'Atlanta. Entrant dans l'adolescence, il va faire face à plusieurs épreuves à la maison et au lycée, tout en essayant de comprendre son orientation sexuelle.
Il se décide à contacter Simon Spier, un ancien étudiant de Creekwood qui a traversé des épreuves similaires à son âge.

## Généralités
- Aux États-Unis, la saison a été mise en ligne intégralement le 17 juin 2020 sur le service Hulu.
- Au Canada et dans les pays francophones, elle a été diffusée entre le 23 février 2021 et le 16 avril 2021 sur le service Disney+, via la chaîne virtuelle Star.

## Distribution

### Acteurs principaux
- Michael Cimino (VF : Julien Crampon) : Victor Salazar
- Rachel Hilson (VF : Justine Berger) : Mia Brooks
- Anthony Turpel (VF : Oscar Douieb) : Felix Westen
- Bebe Wood (VF : Maryne Bertieaux) : Lake Meriwether
- Mason Gooding (VF : Jim Redler) : Andrew Spencer
- George Sear (VF : Clément Moreau) : Benjamin « Benji » Campbell
- Isabella Ferreira (VF : Ludivine Maffren) : Pilar Salazar
- Mateo Fernandez (VF : Emmylou Homs) : Adrian Salazar
- James Martinez (en) (VF : Marc Arnaud) : Armando Salazar
- Ana Ortiz (VF : Véronique Alycia) : Isabel Salazar

Crédité dans la distribution principale uniquement lors du générique de fin, Nick Robinson prête sa voix à Simon Spier, reprenant le rôle qu'il tenait dans le film Love, Simon. Il apparaît également physiquement dans le huitième épisode.

### Acteurs récurrents
- Lukas Gage (VF : Hugo Brunswick) : Derek
- Mekhi Phifer : Harold Brooks
- Sophia Bush (VF : Barbara Delsol) : Veronica
- Charlie Hall (VF : Aurélien Raynal) : Kieran
- AJ Carr (VF : Antoine Ferey) : Teddy

### Invités
- Beth Littleford (VF : Martine Irzenski) : Sarah
- Leslie Grossman (VF : Juliette Poissonnier) : Georgina Meriwether
- Abigail Killmeier (VF : Zina Khakhoulia) : Wendy
- Andy Richter (VF : Jacques Bouanich) : le coach Ford
- Ali Wong : Ms. Thomas
- Will Ropp (en) : Wyatt
- Steven Heisler : Roger
- Katya Zamolodchikova (VF : Eric Aubrahn) : elle-même
- Tommy Dorfman (VF : Vincent de Bouard) : Justin
- Terri Hoyos (en) : Natalia Salazar
- Juan Carlos Cantu (VF : Féodor Atkine) : Tito Salazar
- Jason Collins : lui-même

### Invités deLove, Simon
- Natasha Rothwell (VF : Corinne Wellong) : Mme Albright (épisode 1)
- Keiynan Lonsdale (VF : Simon Koukissa-Barney) : Abraham « Bram » Greenfeld (épisode 8)

## Épisodes

### Épisode 1:Bienvenue à Creekwood
- États-Unis : 17 juin 2020 sur Hulu
- reste du  : 23 février 2021 sur Disney+

### Épisode 2:Soirée code couleur
- États-Unis : 17 juin 2020 sur Hulu
- reste du  : 23 février 2021 sur Disney+

### Épisode 3:La Battle des groupes
- États-Unis : 17 juin 2020 sur Hulu
- reste du  : 26 février 2021 sur Disney+

### Épisode 4:La Vérité blesse
- États-Unis : 17 juin 2020 sur Hulu
- reste du  : 5 mars 2021 sur Disney+

### Épisode 5:Joyeux anniversaire!
- États-Unis : 17 juin 2020 sur Hulu
- reste du  : 12 mars 2021 sur Disney+

### Épisode 6:Soirée romantique à Creekwood
- États-Unis : 17 juin 2020 sur Hulu
- reste du  : 19 mars 2021 sur Disney+

### Épisode 7:Road Trip
- États-Unis : 17 juin 2020 sur Hulu
- reste du  : 26 mars 2021 sur Disney+

### Épisode 8:Voyage et découvertes
- États-Unis : 17 juin 2020 sur Hulu
- reste du  : 2 avril 2021 sur Disney+

### Épisode 9:C'est qui B?
- États-Unis : 17 juin 2020 sur Hulu
- reste du  : 9 avril 2021 sur Disney+

### Épisode 10:Le Bal
- États-Unis : 17 juin 2020 sur Hulu
- reste du  : 16 avril 2021 sur Disney+